# 观音堂镇
观音堂镇，是中华人民共和国河南省三門峽市陕州区下辖的一个乡镇级行政单位。

## 行政区划
观音堂镇下辖以下地区：
观音堂煤矿社区、石壕煤矿社区、观音堂街社区、观音堂村、石堆村、南寨村、韩岩村、七里村、葛条沟村、张村、阮坪村、段岩村、石壕村、段家门村、江树腰村、界岩村、大延洼村、下潮村、铧尖嘴村、陈营村、糯米沟村、韩洼村、刘庄洼村、阳洼村、芦草村、韩庄村、窑院村和君王村。